# Marie-Valérie d'Autriche
Marie Valérie Mathilde Amélie de Habsbourg-Lorraine, archiduchesse d'Autriche, princesse de Hongrie et de Bohême  et par mariage princesse de Toscane (née le 22 avril 1868 à Buda (Budapest) et morte le 6 septembre 1924 à Wallsee) était la dernière enfant de François-Joseph Ier, empereur d'Autriche et roi de Hongrie et de son épouse, Élisabeth de Wittelsbach, la célèbre Sissi.

## Biographie

### Fille de la Hongrie

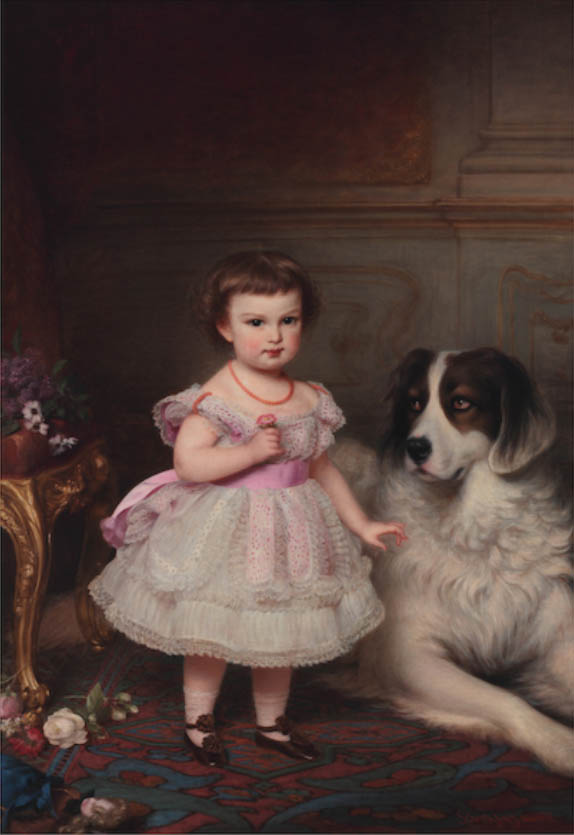
Marie-Valérie vers l'âge de deux ans.

Elle fut la seule de ses quatre enfants que l'impératrice désira et éleva elle-même.
Après la naissance de l'archiduc héritier Rodolphe en 1858, l'impératrice s'éloigne de la cour pour raison de santé. Ayant pris fait et cause pour les Hongrois, elle se réconcilie avec l'empereur puis, après la création de la double monarchie et leur couronnement à Budapest, lui propose de concevoir un autre enfant (1867). La souveraine souhaite ardemment un fils qui deviendrait un roi pour la Hongrie. Ce sera une fille. L'impératrice et reine, défiant la tradition impériale, donne à cette enfant, en hommage à la Hongrie, un prénom inusité dans les familles royales : Marie-Valérie (Valéria est le nom de la région de Budapest)…

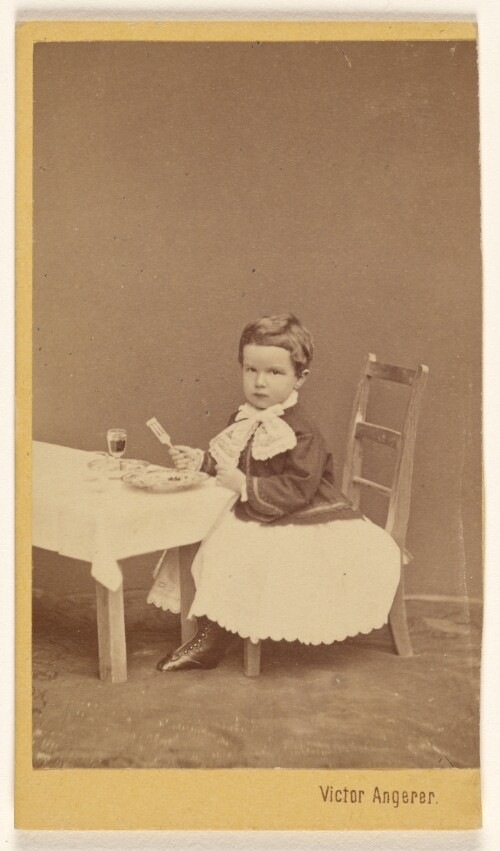
Marie-Valérie, photographiée par Victor Angerer.

Née en Hongrie, à Ofen (Budapest), la petite archiduchesse, « l'enfant de la Hongrie », était le quatrième enfant du couple impérial. Elle était la préférée de sa mère, la Kedvesem (c'est-à-dire « ma chérie » en hongrois), la seule de ses enfants que l'impératrice eût désirée et qu'elle prénomma comme la Valérie ou Pannonia Valeria (l'ancienne province romaine correspondant au sud de la Hongrie). Elle est née dix ans après ses aînés, après le couronnement à Budapest et la création de la double-monarchie en 1867. Ce fait a laissé supposer à quelques-uns que Marie-Valérie n'était pas la fille de l'empereur et roi, mais du comte Andrassy, mentor de l'impératrice et reine. La rumeur s'estompera avec le temps, tant la ressemblance physique entre Marie-Valérie et son père s'accentuera avec les années.

### Archiduchesse d’Autriche
Elle est âgée de quatre ans quand meurt sa grand-mère, la redoutée mais affectueuse archiduchesse Sophie et quand sa sœur Gisèle, âgée de seize ans, est fiancée (puis mariée l'année suivante) à un cousin, le prince Léopold de Bavière.
Par défi envers la cour mais aussi par caprice, l'impératrice donne pour compagne de jeu à sa fille de cinq ans, sa nièce morganatique Marie von Wallersee-Larisch qui en a quinze.
Adolescente, elle souffre des taquineries de son frère, le prince héritier Rodolphe, un tant soit peu jaloux de la préférence qu'accorde sa mère à sa plus jeune enfant. Par ailleurs, la cour raille l'amour ostentatoire que l'impératrice voue à sa fille.
L'archiduchesse sera toute sa vie très proche de ses cousines Louise d'Orléans, née en 1869, fille du duc et de la duchesse d'Alençon et Marie-Thérèse de Bourbon-Siciles, née en 1867, fille du comte et de la comtesse de Trani.

### Un mariage «révolutionnaire»

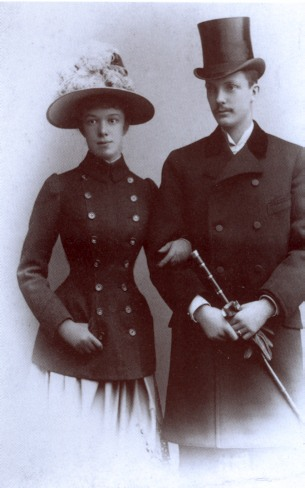
Marie-Valérie et son mari vers 1890.

On avait espéré qu'elle épouserait un membre d'une famille régnante notamment le prince héritier de Saxe ou le prince Michel de Bragance, prétendant au trône de Portugal, voire l'héritier du trône d'Italie mais elle s'y refusa catégoriquement et sa mère la soutint avec efficacité. Elle fut également recherchée par le prince Alphonse de Bavière mais l'impératrice sut montrer à sa fille les désavantages de ce prétendant qui épousa plus tard la princesse Louise d'Orléans, cousine de Marie-Valérie.
Fait important et des plus inhabituels pour l'époque et dans ce milieu social, l'impératrice, forte de son expérience et de ses souffrances, refusa que sa fille ne soit qu'un pion sur l'échiquier politico-matrimonial.
Contrairement à son aînée Gisèle mariée par l'impératrice dès l'âge de 16 ans pour permettre à son frère d'épouser la femme de son choix (Gisèle ayant servi de "monnaie d'échange"), l'impératrice conseilla à sa "Kedvesem" de ne pas se marier trop jeune et de choisir judicieusement son époux après avoir rencontré d'autres jeunes gens.
En 1886, l'archiduchesse s'éprend d'un cousin de la branche de Toscane François-Salvator. Le prince, membre de la famille impériale, est un parti digne mais sans grand intérêt. De plus, les princes de Toscane sont des libéraux et certains d'entre eux sont ouvertement opposés à la politique de l'empereur.
Les drames familiaux repoussent d'année en année la célébration du mariage. Ce sont d'abord les morts violentes du roi Louis II de Bavière et du comte de Trani, époux de sa tante Mathilde ; puis celle de son grand père l'original duc Maximilien en Bavière en 1888. Enfin et la plus tragique de toutes, celle de son frère, qui est retrouvé mort à côté de sa maîtresse, Marie Vetsera, jeune fille mineure de 17 ans, le 30 janvier 1889, dans le pavillon de chasse de Mayerling, privant l'Autriche-Hongrie d'un héritier et semant un parfum de scandale sur la Maison de Habsbourg-Lorraine.
Nonobstant, le 31 juillet 1890, Marie-Valérie, 22 ans, épouse enfin à Bad Ischl son cousin, l'archiduc François-Salvator de Habsbourg-Toscane de deux ans son aîné. Même après son mariage, Marie Valerie est restée en contact étroit avec son père vieillissant, qui appréciait beaucoup l'atmosphère décontractée de la grande famille de sa plus jeune fille. Marie Valerie s'est beaucoup investie dans différentes associations caritatives.
Les débuts du couple seront heureux mais avec le temps, l'archiduc se tournera de plus en plus vers d'autres femmes et aura notamment un fils d'une liaison avec une danseuse de l'opéra de Vienne, Stephanie Richter. Pour étouffer le scandale, la jeune femme fut mariée en hâte à Londres avec un prince de Hohenlohe qui accepta d'endosser cette paternité adultérine mais prénomma François-Joseph l'enfant né en 1914.

### Une princesse allemande
« Fille de la Hongrie », un pont, appelé Mária Valéria híd (en hongrois) / Márie Valérie Most (en slovaque), porte son nom. Il est situé à la frontière actuelle entre Esztergom (Hongrie) et Párkán (maintenant Štúrovo, en Slovaquie) sur le Danube et a été ouvert en 1895. Cependant, l'archiduchesse ne partageait pas avec sa mère l'amour de ce pays, se sentait plutôt allemande et eut de nombreux enfants. Elle souffrit également de l'amour possessif de l'impératrice qu'elle supportait avec patience.
Elle se rapprocha de plus en plus de son père, notamment après la mort violente de sa mère (1898), même si elle avouait que les relations avec le vieil homme étaient compliquées.
En 1916, l'empereur François-Joseph Ier mourut assisté de Marie-Valérie qui lui ferma les yeux. Il laissait le trône à son petit-neveu l'archiduc Charles âgé de 28 ans. Il laisse son château de Persenbeug à l'archiduchesse.

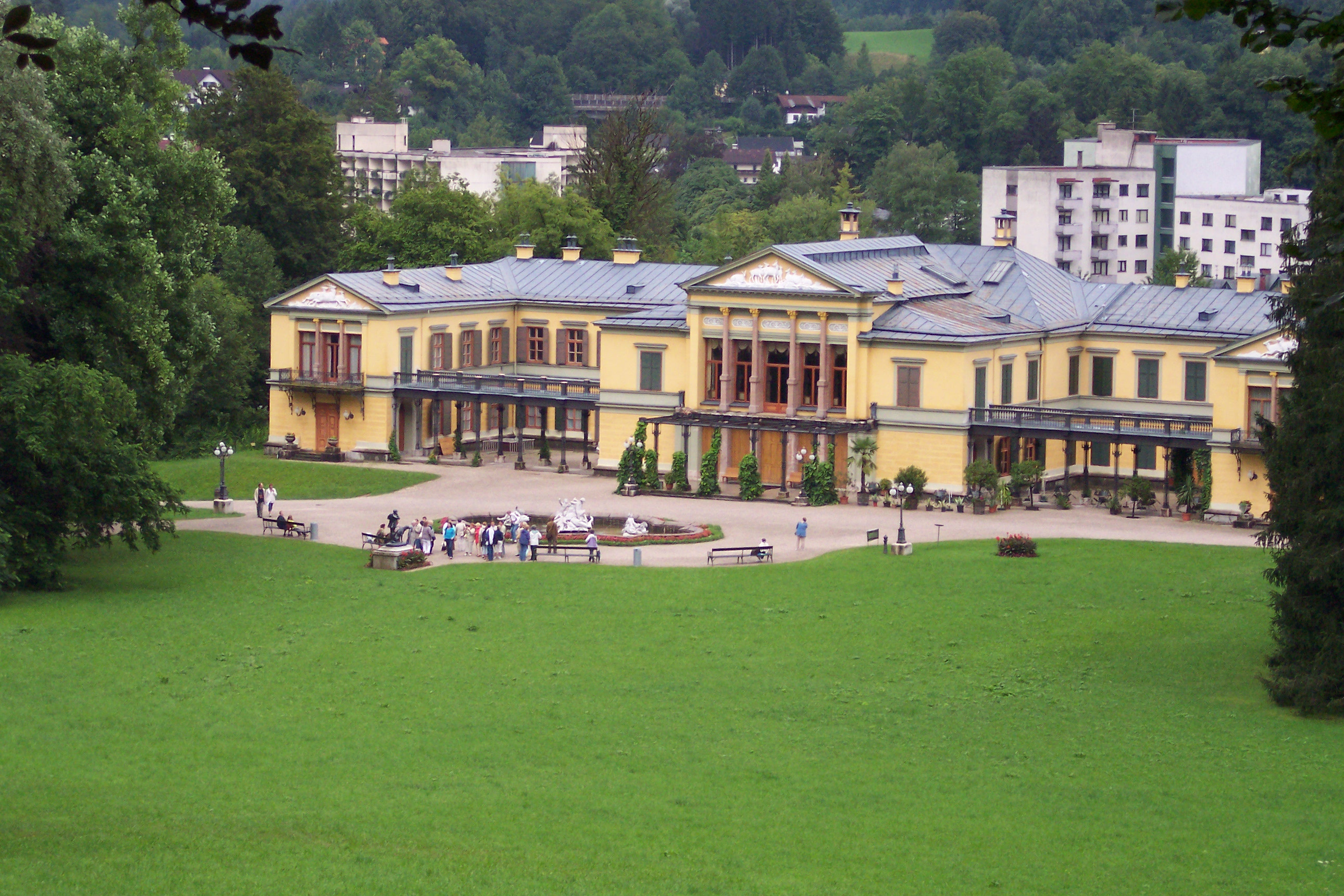
La Kaiservilla de Bad Ischl.

Cependant, la monarchie austro-hongroise ne survécut pas à la Première Guerre mondiale, le jeune empereur renonça à toute activité politique le 12 novembre 1918 et dut s'exiler en Suisse avec sa famille tandis que ses biens étaient confisqués. L'Autriche-Hongrie fut rayée de la carte et des républiques indépendantes, unies par une commune "Habsbourgophobie" lui succédèrent.
Plutôt pan-germaniste, Marie-Valérie resta en Autriche après la révolution de 1918. Seule enfant du couple impérial à être restée autrichienne (Gisèle, par son mariage, était de nationalité allemande), elle avait hérité, à la mort de son père, de la Kaiservilla de Bad Ischl, jadis villégiature préférée de ses parents.

### «L'Ange de Wallsee»
Très cultivée, Marie-Valérie tenait un Journal et publia quelques poèmes. Sa grande charité (elle fonda des hôpitaux et des hospices), la fit surnommer de son vivant l'Ange de Wallsee.
Elle mourut, âgée seulement de 56 ans, en 1924 d'un lymphome. Elle est enterrée dans le cimetière de Sindelburg, près de Wallsee. Son époux l'y suivit en 1939 après s'être remarié.

### Une famille nombreuse

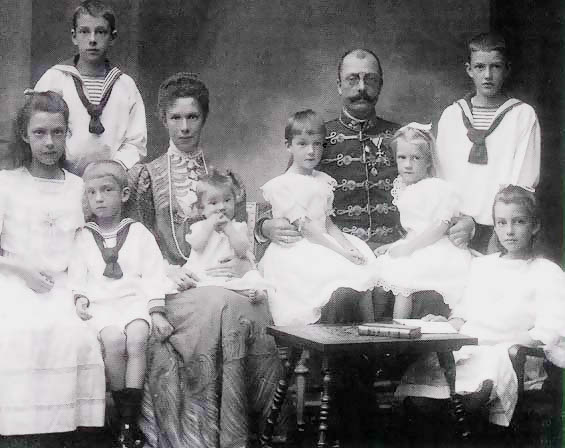
Marie-Valérie d'Autriche, son époux et leurs enfants, photographiés par Madame d'Ora.

De leur union sont issus dix enfants : 
- Élisabeth-Françoise de Habsbourg-Toscane (née en 1892 au château de Syrgenstein à Vienne - décédée en 1930), en 1918 elle épousa le comte Georges de Walburg-Zeil-Hohonems ; ils auront 4 enfants.
- François Charles Salvator de Habsbourg-Toscane (né en 1893 au château de Lichtenegg - mort le 10 décembre 1918 château de Walsee  inhumé cimetière de Sindelburg) ; il mourut de la grippe espagnole.
- Hubert-Salvator de Habsbourg-Toscane (1894 - 24 mars 1971), en 1926, épouse la princesse Rosemary de Salm-Salm (1904-2001) (postérité) ; ils auront 13 enfants.
- Hedwige de Habsbourg-Toscane (24 septembre 1896 à Bad Ischl - 1er novembre 1970 à Hall au Tyrol), en 1918 elle épousa le comte Bernard de Stolberg-Stolberg (1881-1952) inhumé dans le cimetière de Hall ; ils auront 9 enfants.
- Théodore Salvator de Habsbourg-Toscane (9 octobre 1899 – 8 avril 1978), en 1926 il épousa la comtesse Marie-Thérèse de Walbourg-Zeil-Trauchbourg (postérité) ; ils auront 4 enfants.
- Gertrude de Habsbourg-Toscane (château de Wallsee 19 novembre 1900 – 20 décembre 1962 à Ravensbourg), en 1931 elle épousa le comte Georges de Walbourg-Zeil-Hohonems (veuf d'Élisabeth-Françoise sa sœur aînée) ; ils auront 2 enfants.
- Marie de Habsbourg-Toscane (1901-1936)
- Clément-Salvator de Habsbourg-Toscane (1904 - 20 août 1974 à Salzbourg), en 1930 il épousa Élisabeth de Rességuier de Miremont (1906-2000) (postérité) ; ils auront 9 enfants.
- Mathilde de Habsbourg-Toscane (9 août 1906 – 1991), en 1947 elle épousa le Dr Ernest Hefel (1888-1974), secrétaire d’État autrichien à la culture, inhumé au cimetière de Noonberg/Salzbourg.
- Agnès de Habsbourg-Toscane (Bad Ischl 1911-1911), inhumée au cimetière de Bad Ischl.

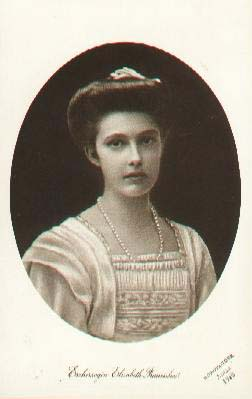
Elisabeth (1913).
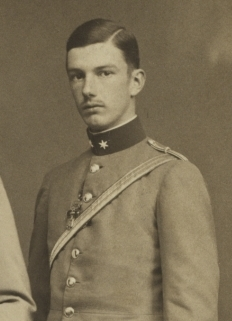
Hubert-Salvator (1914).
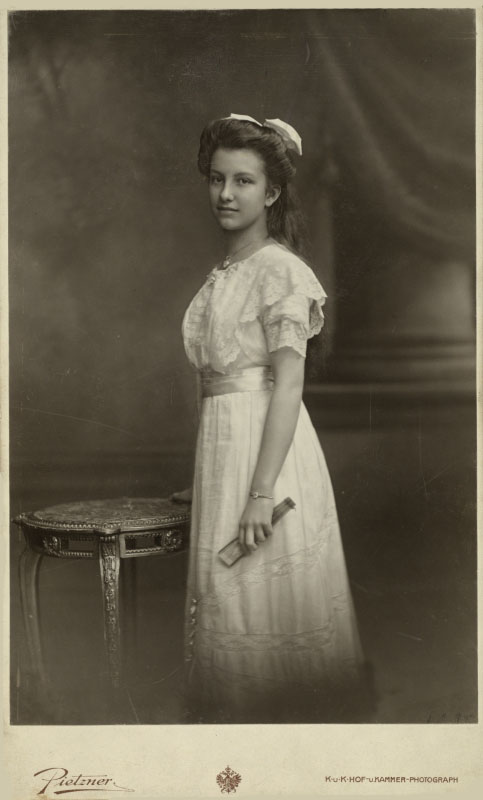
Hedwige (1913).
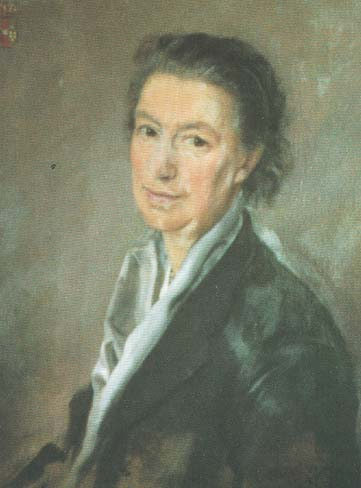
Gertrude (vers 1950).